# Condado de Abitibi
O Condado de Abitibi é um condado histórico localizado no norte da província canadense de Quebec.